# Station Orzesze
Station Orzesze is een spoorwegstation in de Poolse plaats Orzesze.